# 1145 Robelmonte
Robelmonte (asteróide 1145) é um asteróide da cintura principal com um diâmetro de 23,25 quilómetros, a 2,138184 UA. Possui uma excentricidade de 0,1179892 e um período orbital de 1 378,63 dias (3,78 anos).
Robelmonte tem uma velocidade orbital média de 19,12965612 km/s e uma inclinação de 6,21012º.
Esse asteróide foi descoberto em 3 de Fevereiro de 1929 por Eugène Delporte.